# Ultima licornă
Ultima licornă (1968) (titlu original The Last Unicorn) este un roman fantasy scris de Peter S. Beagle. El prezintă povestea unui unicorn care crede că este ultimul din neamul său și pleacă să descopere ce s-a întâmplat cu ceilalți. Cartea s-a vândut în peste cinci milioane de exemplare la nivel mondial de la publicarea sa, fiind tradusă în mai bine de 30 de limbi. În 1987, revista Locus a plasat Ultima licornă pe locul 5 în lista "Celor mai bune romane fantasy ale tuturor timpurilor", pe baza unui sondaj printre abonați. Sondajul refăcut în 1998 a considerat mai multe serii ca o singură poziție, ducând Ultima licornă pe locul 18

## Intriga
După ce asistă la o discuție între doi vânători, din care află că s-ar putea să fie ultima reprezentantă a speciei ei, o licornă decide să-și părăsească pădurea și să afle ce s-a întâmplat cu suratele ei. În timpul călătoriei, este făcută prizonieră de Baba Fortuna, o vrăjitoare care conduce un circ ambulant ale cărui animale au fost vrăjite pentru a părea animale mitologice. Singurul animal cu adevărat mitologic este o harpie, căreia i se alătură acum și licorna. Cu ajutorul lui Schmendrick, un magician ratat care însoțește circul, licorna evadează și eliberează toate animalele captive. Harpia o ucide pe Fortuna, iar licorna fuge împreună cu Schmendrick.
Pe drum, magicianul este capturat de o bandă de tâlhari, dar licorna îl salvează, gest care le-o aduce alături pe soția șefului bandiților, Molly Grue. Cei trei merg mai departe împreună spre castelul regelui Haggard, unde se află Taurul Stacojiu, nemesisul licornelor. Ei ajung la Hagsgate, un oraș a cărui prosperitate se află în contradicție cu sărăcia restului țării lui Haggard. De fapt, datorită unui blestem, această prosperitate va înceta odată cu ruinarea castelului regelui, care poate veni tocmai de la fiul acestuia, Prințul Lir. Acesta a fost găsit de rege pe când era doar un bebeluș și dus la castel, unde a fost crescut ca fiu al său.
Molly, Schmendrick și licorna părăsesc Hagsgate și merg spre castelul regelui Haggard, dar sunt atacați de Taurul Stacojiu. Pentru a o salva pe licornă, magicianul face o vrajă prin care o transformă în fată. Deși o ajută pe moment, vraja poate avea consecințe dezastruoase pentru licornă: aflată într-un trup muritor, ea riscă să-și uite originea odată cu trecerea timpului, ceea ce o va condamna să rămână în forma aceea. Luându-și numele de "Doamna Amalthea", ea își continuă drumul alături de Molly și de Schmendrick și ajunge la Haggard. Magicianul este angajat ca bufon al regelui, în timp ce Molly este trimisă să se ocupe de mâncare. Frumusețea și misterul Amaltheei atrag atenția Prințului Lir, care se îndrăgostește de ea.
Cu trecerea timpului, ea începe să răspundă atenției lui, ceea ce o îndepărtează tot mai mult de natura ei nemuritoare de licornă. Presați de timp, prietenii ei fac tot ce le stă în puteri pentru a găsi Taurul Stacojiu ascuns în subteranele castelului și o preschimbă înapoi în licornă. Revenită la vechea formă, fata este o victimă sigură în fața Taurului Stacojiu, incapabilă să se opună voinței cu care acesta o împinge spre mare, ca să se alăture suratelor ei. Doar sacrificiul Prințului Lir o face să rupă vraja și să lupte împotriva Taurului Stacojiu, pe care îl răpune, redând libertatea licornelor captive. Acestea ies din mare și dărâmă castelul regelui Haggard, punând capăt blestemului care bântuia țara. Lir devine rege, în timp ce Amalthea pleacă alături de licorne, știind că este deosebită de toate: ea este singura care știe ce înseamnă iubirea și regretul.

## Personaje
- Licorna este protagonista poveștii, care află că ar fi ultima reprezentantă a speciei sale și pleacă în lume pentru a afla ce s-a întâmplat cu suratele ei. CÂnd este atacată de Taurul Stacojiu, magicianul Schmendrick o transformă într-o femeie căreia i se adresează cu apelativul "Doamna Amalthea", pentru a nu stârni suspiciunile Regelui Haggard. Beagle notează că a preluat numele "Amalthea" de la o zeitate grecească omonimă.[4]

- Fluturele este un personaj excentric care cântă și recită cimilituri prin intermediul cărora îi furnozează licornei informații importante despre soarta suratelor ei. Beagle a declarat că dialogul cu fluturele își are originea în diverse lucruri care l-au amuzat în călătoria făcută alături de prietenul său din copilărie, Phil Sigunick, la Berkshire Hills, locul în care Beagle a început lucrul la roman.[4]

- Baba Fortuna este o vrăjitoare bătrână, șireată, care folosește magia neagră pentru a da iluzia că animalele obișnuite din circul ei ar fi creaturi mitologice. După spusele lui Beagle, numele "Fortuna" a fost luat de la zeița romană a norocului și de la eroul din mitologia germanică Fortunatus.[4]

- Schmendrick este un magician ratat care călătorește alături de Baba Fortuna și o ajută pe licornă să-și găsească suratele. Deși știe să facă doar trucuri mărunte, în situații limită are acces la puteri magice deosebite, în care reușește să-l facă real pe Robin Hood și o preschimbă pe licornă în femeie, apoi înapoi, pentru a o proteja de Taurul Stacojiu. Numele său este o parodie după personajul de bandă desenată "Mandrake the Magician" și are legătură cu teremnul idiș care desemnează „pe cineva care a ajuns la limitele incapacității sale, un băiat trimis să facă o treabă de bărbat”[4]

- Căpitanul Cully este conducătorul unei bande de tâlhari care se opune Regelui Haggard. Numele său vine de la un termen argotic din vechea limbă engleză care însemna „camarad”.[4]

- Molly Grue este soția căpitanului Cully, îndrăgostită în tinerețe de ideea unei vieți aventuroase alături de un proscris, dar sătulă după ani și de ani de viață în serviciul lui. Ea se alătură licornei și magicianului, ajutându-i în misiunea lor. Numele derivă din termenul francez care are înțelesul de „cocor”, dar Beagle a spus că e posibil s-o aibă la origine, în mod inconștient, pe Molly Epstein, profesoara lui preferată din liceu.[4]

- Regele Haggard este un rege mizerabil și crud, căruia nu-i pasă de nimeni și de nimic și care e dornic să găsească toate licornele cu ajutorul Taurului Stacojiu și să le țină captive în marea de lângă castelul său. Numele său are la bază adjectivul haggard, dar este și un termen folosit de îmblânzitorii de ulii prin care desemnează o pasăre nedomesticită complet, care poate înșela dacă e eliberată, întorcându-se în sălbăticie. Beagle a explicat că el nu poate vedea în Haggard un personaj negativ și că se regăsește în el până acolo încât îi pare rău pentru ceea ce pățește.[4]

- Prințul Lír este un erou talentat, adoptat de Regele Haggard care l-a găsit abandonat în Hagsgate pe vremea când era doar un bebeluș. Deși a crescut alături de rege, este complet diferit de acesta, trăindu-și viața în onoare și compasiune. Se îndrăgostește de Doamna Amalthea și este dispus să-și sacrifice propria viață pentru a o salva pe a ei. Beagle a spus că dorea un nume de o singură silabă pentru prinț și a întocmit o listă cu asltfel de nume, alegându-l în cele din urmă pe cel care amintea de zeița mării din mitologia celtică, Llŷr, și care - prin transformarea unlterioară în Regele Lir - ducea cu gândul la Shakespeare.[4]

## Concepție și creație
Lui Beagle i-au trebuit aproape doi ani ca să scrie Ultima licornă, proces despre care spune că „a fost dificil la fiecare pas”. Idea romanului i-a venit în 1962 pe când luase o „pauză artistică” la Berkshire Hills, după ce Viking Press îi respinsese romanul The Mirror Kingdom. Deși își amintește că ideea i-a venit dintr-o dată, Beagle a recunoscut că „a citit tone de cărți fantastice și mitologice” încă din copilărie, iar mama lui i-a spus că, într-una dintre vizitele pe care le-a făcut la un curs predat de ea în școala elementară, el le-a spus celorlalți copii o poveste cu unicorni. În copilărie, Beagle a îndrăgit cartea The Colt from Moon Mountain de Dorothy Lathrop (în care este vorba despre un unicorn din Kansas), iar pe când avea șaptesprezece ani artistul spaniol Marcial Rodriguez i-a oferit o pictură cu un unicorn în luptă cu un taur. După ce i-a venit ideea, a început să se documenteze despre unicorni la Biblioteca Pittsfield.
Manuscrisul de 85 de pagini scris în primă fază de Beagle diferă substanțial de actuala versiune a cărții. Deși unicornul e „cam la fel”, povestea are loc în epoca modernă, iar tovarășul de călătorie al unicornului este un demon cu două capete numite Webster și Azazel. Această versiune avea să fie publicată în ediție limitată cartonată în anul 2006 de către Subterranean Press, cu titlul The Last Unicorn: The Lost Version. Beagle a abandonat proiectul inițial în 1963, declarând că „ajunsese într-o fundătură”, dar l-a reluat în 1965.
Beagle a dedicat romanului lui Olfert Dapper, peste a cărui operă a dat în timp ce se documenta, precum și lui Robert Nathan, al cărui roman One More Spring l-a influențat în scrierea cărții A Fine and Private Place. În 2012, Beagle a publicat nuveleta Olfert Dappper's Day, o poveste fictivă a călătoriilor lui Dapper.

## Adaptări
Teatrul de Păpuși Timișoara a prezentat în 1980 premiera spectacolului Ultima Licornă în regia Victor Cârcu, pe baza unei dramatiząri de Andrei Ujică, cu scenografia semnată de Zofia Krzyżanowska. Muzica pentru spectacol a fost realizată de Mircea Baniciu pe versurile poetului Șerban Foarță, care a scris și prologul dramatizării. Spectacolul a fost considerat inovator prin concepția regizorală și a primit premiul I la Festivalul Național de Teatru de Păpuși și Marionete pentru scenografia lui Krzyżanowska. Într-o perioadă în care "tot ceea ce nu era interzis, era obligatoriu" premiera s-a bucurat de o aură de subversivitate. Acest lucru se datora de o parte datorită persoanelor implicate în realizarea lui. Cârcu, Ujică, Baniciu și Foarță se aflau în obiectivul autorităților după fuga formației Phoenix iar pe de altă posibilelor interpretării politice ale unui spectacol care - deși prezentat ca fiind destinat copiilor - conținea aluzii la contemporaneitatea anilor 70-80.  
În 1982, romanul a fost ecranizat în desenul animat Ultimul unicorn, regizat și produs de Rankin/Bass pentru ITC Entertainment, cu un scenariu scris de însuși Beagle. Muzica a fost compusă de Jimmy Webb și interpretată de formația America, iar vocile personajelor au fost date de Christopher Lee, Angela Lansbury, Alan Arkin, Jeff Bridges și Mia Farrow. Prima lansare pe DVD a fost făcută de Lionsgate într-o calitate proastă, dar ediția aniversară apărută în februarie 2007 a avut o calitate superioară. La ora actuală, Beagle se află în conflict cu Granada International, succesoarea celor de la ITC Entertainment, în ceea ce privește controlul și proprietatea filmului. Beagle dorește să-și obțină drepturile contractuale din vânzarea DVD-urilor și a produselor asociate filmului.
În 1988, Intiman Playhouse a prezentat în Seattle un muzical realizat după carte, cu un scenariu semnat de Peter S. Beagle și interpretat de Pacific Northwest Ballet. Muzicalul a fost regizat de Elizabeth Huddle.
Timp de mulți ani s-a anunțat proiectul de realizare a unei ecranizări într-un film de acțiune, dar nu se cunoaște ce progrese s-au făcut în această direcție. O controversă minoră a ieșit la iveală în 2005, când producătorii au anunțat că doreau să realizeze unicornul prin filmarea unui cal pe care să-l prelucreze apoi pe calculator. Ideea contrazicea descrierea fizică făcută unicornului în carte, care precizează explicit că acesta nu seamănă deloc cu un cal încornorat.
În februarie 2006, Continent Films a lansat un nou site oficial al proiectului, care arată că filmul se află încă în atenția lor, deși nu a obținut fonduri, n-are un scenariu și nici n-a fost stabilită distribuția. Pe noul site au fost îndepărtate toate numele actorilor, cu excepția lui Christopher Lee, dar și în cazul acestuia se precizează că este vorba doar despre o promisiune a cărei îndeplinire va depinde de programul acestuia și de convenirea unor termeni de colaborare cu agentul său.
În toamna anului 2009, Promethean Theatre Ensemble a prezentat în Chicago o nouă adaptare teatrală.
IDW Publishing a publicat o adaptare în bandă desenată de șase numere a romanului, începând cu numărul din aprilie 2010.

## Continuări
În numărul din octombrie/noiembrie 2005 al revistei Fantasy and Science Fiction, Beagle a publicat o continuare a romanului, intitulată "Two Hearts". Povestirea, în care apar patru personaje principale ale romanului, a fost inclusă în antologia The Last Unicorn, publicată în 2007.
Two Hearts a câștigat premiul Hugo și premiul Nebula pentru cea mai bună nuveletă a anului.
La sfârșitul lunii decembrie a anului 2008, Peter S. Beagle a anunțat că a scris câteva povestiri legate direct sau indirect de Ultima licornă. Printre ele se numără trei povestiri despre Schmendrick și trei despre licorne.

## Opinii critice
The Saturday Review consideră Ultima licornă „un roman la fel de frumos ca Alice în Țara Minunilor și Stăpânul inelelor”, în timp ce criticul Louis Untermeyer vede în el „unul dintre cele mai încântătoare romane scrise vreodată. o fantasy devenită clasică, plină de umor, amestec îndrăzneț de parodie și puritate tandră [...] un basm dezlănțuit, ironic și, până la urmă, miraculos de emoționant”. Chicago News este de părere că „farmecul [lui Peter Beagle], inteligența sa, stilul său spumos s-au revărsat parcă într-o carte - Ultima licornă”.

## Traduceri în limba română
- 1977 - Ultima licornă, ed. Univers, traducere Mircea Ivănescu, 214 pag.
- 1998 - Ultima licornă, ed. Univers, traducere Mircea Ivănescu, 200 pag., ISBN 973-34-0446-2
- 2004 - Ultima licornă, ed. Polirom, traducere Mircea Ivănescu, 336 pag., ISBN 973-681-578-1

## Vezi și
- Charles G. Finney#Influențe